# Частуха Валенберга
Частуха Валенберга (лат. Alisma wahlenbergii)  — вид рода Частуха (Alisma) семейства Частуховые (Alismataceae).
Своё видовое название получила в честь шведского ботаника Йерана Валенберга.

## Описание
Многолетнее травянистое растение, образует розетки. Листья линейные шириной 1—2 мм. На стеблях расположены от 1 до 3 соцветий. Соцветие  — короткая мутовка, погруженное обычно полностью в ил или песок. Цветение всегда происходит под водой. Цветки мелкие, невзрачные, белого цвета, клейстогамные. Цветёт в июле—августе, плодоносит в августе—сентябре. Семена разносятся водой.
Обитает на песчаном или илистом дне заливов и впадающих в них речек на глубине от 0,5 до 1,5 метра.

## Ареал
В России встречается в Татарстане, Ленинградской области, а также находки единичных экземпляров отмечены в Тверской области (оз. Селигер); всего известно 12 популяций. За рубежом встречается в Скандинавии.

## Охранный статус
Вид, находящийся под угрозой исчезновения. Занесен в Красную книгу России; Красные книги Тверской и Ленинградской областей, а также в Красную книгу Санкт-Петербурга. Отмечен на территориях особо охраняемых природных территорий России Берёзовые острова, Выборгский и Северное побережье Невской губы.
Охраняется в Швеции и Финляндии.
Вымирает в связи с загрязнением вод и хозяйственным освоением земель в местах своего произрастания.